# Desatero přikázání v katolické teologii

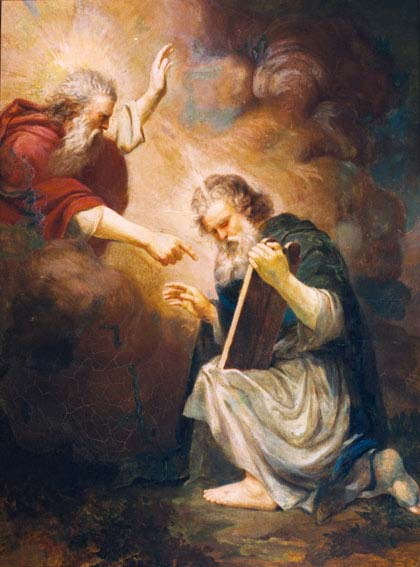
Mojžíš přijímá desky zákona (obraz João Zeferino da Costa, 1868)

Desatero je soubor náboženských a morálních příkazů, které jsou uznávány jako morální základ v několika abrahámovských náboženstvích včetně katolické církve. Jak je popsáno ve starozákonních knihách Exodus a Deuteronomium, tvoří přikázání součást smlouvy, kterou Bůh nabídl Izraelitům, aby je osvobodil z duchovního otroctví hříchu. Podle Katechismu katolické církve – oficiálního výkladu křesťanské víry katolické církve – jsou přikázání považována za nezbytná pro dobré duševní zdraví a růst a slouží jako základ katolického sociálního učení. Přehled přikázání je jedním z nejčastějších typů zpytování svědomí, které katolíci používají před přijetím svátosti smíření.
Přikázání se objevují v nejstarších církevních spisech; Katechismus uvádí, že „zaujímají převažující místo“ ve výuce víry již od dob Augustina z Hippo (354–430 n. l.). Církev neměla žádné oficiální normy pro výuku náboženství až do IV. lateránského koncilu v roce 1215; důkazy naznačují, že přikázání byla používána v křesťanské výchově v rané církvi a po celý středověk. Domnělý nedostatek jejich výuky v některých diecézích byl základem jedné z kritik, kterou proti církvi zahájili protestantští reformátoři. Poté první celocírkevní katechismus z roku 1566 poskytl „důkladné pojednání o každém přikázání“, ale větší důraz kladl na sedm svátostí. Nejnovější Katechismus věnuje výkladu každého z přikázání velkou část.
Církevní učení o přikázáních vychází převážně ze Starého a Nového zákona a ze spisů prvních církevních otců. V Novém zákoně Ježíš uznal jejich platnost a instruoval své učedníky, aby šli ještě dál a požadovali spravedlnost, která by převyšovala spravedlnost zákoníků a farizeů. Ježíš je shrnul do dvou „velkých přikázání“, která učí lásce k Bohu a lásce k bližnímu, a poučují jednotlivce o jejich vztazích k oběma. První tři přikázání vyžadují úctu a respekt k Božímu jménu, dodržování dne Páně a zakazují uctívání jiných bohů. Další se zabývají vztahy mezi jednotlivci, například mezi rodiči a dětmi; zahrnují zákaz lhaní, krádeže, vraždy, cizoložství a chamtivosti. 

## Číslování
Hlavní článek: Desatero#Členění a číslování
Starý zákon hovoří o deseti jednotlivých přikázáních, přestože ve dvou příslušných textech je více než deset imperativních vět. Starý zákon jasně neuvádí, jak mají být texty rozděleny, aby se dospělo k deseti přikázáním, Exodus 20,1–17 a Deuteronomium 5,6–21. Rozdělení, které tradičně používají katolická a luteránská církev, poprvé odvodil latinský církevní otec Augustin z Hippo (354–430), který původní pořadí upravil ve své knize Otázky ke knize Exodus. Jiná křesťanská společenství, například východní pravoslavná církev a mnohé protestantské církve, používají formulaci standardizovanou řeckými otci křesťanského Východu. Obě formy mají mírně odlišné číslování, ale zachovávají naprosto stejnou podstatu, přestože někteří protestanti tvrdí opak. Rabínské židovské číslování se více blíží tradici východní církve, která považuje text proti chamtivosti za jediný zákaz, ale od křesťanských denominací se liší tím, že to, co mnozí křesťané nazývají prologem, považuje za celé první přikázání.

## Historie

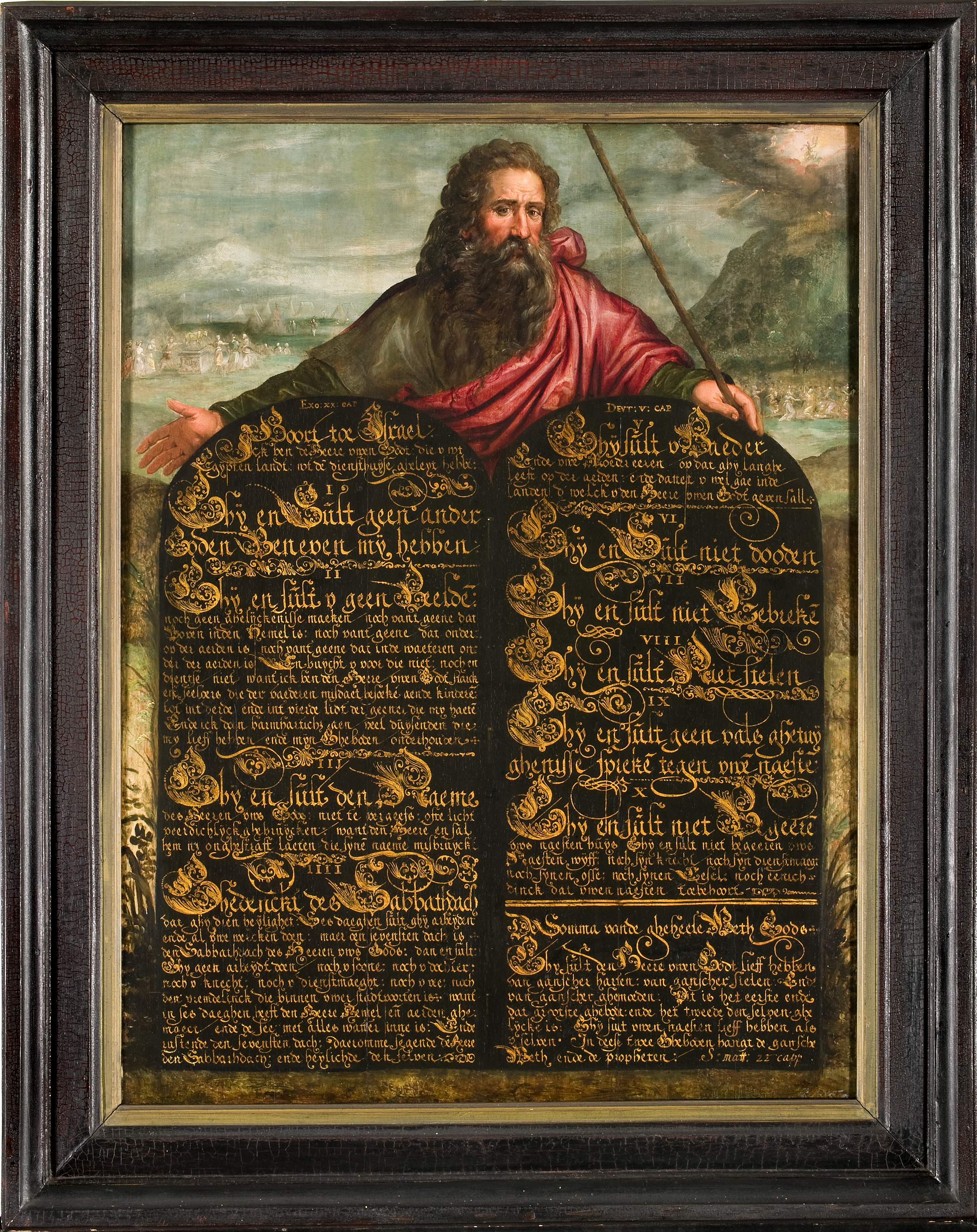
Desky s Desaterem přikázání na obraze neznámého nizozemského malíře (v letech 1600–1624)

Desatero je uznáváno jako morální základ judaismem, křesťanstvím i islámem. Poprvé se objevuje v knize Exodus, podle níž Mojžíš na Boží příkaz osvobodil Izraelity z fyzického otroctví v Egyptě. Podle církevního učení jim Bůh nabídl smlouvu, jejíž součástí bylo i Desatero, aby je osvobodil také z „duchovního otroctví“ hříchu. Někteří historici to označují za „ústřední událost v dějinách starověkého Izraele“.
Katolická církev považuje Ježíšův příchod za naplnění Starého zákona a Židů, kteří byli podle Petera Kreefta vyvoleni, aby „ukázali světu pravého Boha“. Ježíš uznával přikázání a svým následovníkům nařídil, aby šli ještě dál, přičemž podle Kreefta vyžadoval „více, ne méně: ,spravedlnost, (která) převyšuje spravedlnost zákoníků a farizeů'“. Při vysvětlování církevního učení Kreeft uvádí: „Přikázání jsou pro mravní řád tím, čím je pro přírodní řád příběh o stvoření v 1. knize Mojžíšově. Jsou Božím řádem, který vítězí nad chaosem. Nejsou lidskými představami o Bohu, ale Božími představami o člověku.“ Církev učí, že Ježíš osvobodil lidi od dodržování „tíživého židovského zákona (Tóry neboli Mojžíšova zákona) s jeho 613 různými předpisy, [ale] nikoli od povinnosti dodržovat Desatero“, protože Desatero „bylo napsáno ,Prstem Božím', na rozdíl od [těch], které napsal Mojžíš“. Toto učení bylo znovu potvrzeno na Tridentském koncilu (1545–1563) a na Druhém vatikánském koncilu (1962–1965).
Ačkoli není jisté, jakou roli hrálo Desatero v raně křesťanských bohoslužbách, existují důkazy, že bylo při některých bohoslužbách přednášeno a používáno při křesťanském vzdělávání. Například je obsaženo v jednom z nejstarších křesťanských spisů, známém jako Učení dvanácti apoštolů nebo Didaché. Vědci tvrdí, že přikázání byla v rané církvi vysoce ceněna jako souhrn Božího zákona. Protestantský učenec Klaus Bockmuehl se domnívá, že církev v letech 400 až 1200 nahradila přikázání seznamy ctností a neřestí, například sedmi smrtelných hříchů. Jiní badatelé tvrdí, že v průběhu dějin církve byla přikázání používána jako zpytování svědomí a že o nich psalo mnoho teologů. Ačkoli existují důkazy o tom, že přikázání byla součástí katecheze v klášterech a na jiných místech, ve středověku neexistovalo žádné oficiální stanovisko církve, které by podporovalo konkrétní metody výuky náboženství. Čtvrtý lateránský koncil (1215) byl prvním pokusem o nápravu tohoto problému. Z dochovaných svědectví vyplývá, že snaha některých biskupů o realizaci usnesení koncilu zahrnovala zvláštní důraz na výuku přikázání ve svých diecézích. O několik století později se nedostatečná výuka v nich v některých diecézích stala základem jedné z kritik, kterou proti církvi zahájili protestantští reformátoři.
Katechismy, které vznikaly v konkrétních diecézích od poloviny 14. století, kladly důraz na přikázání a položily základ pro první oficiální celocírkevní katechismus, Římský katechismus z roku 1566. Na objednávku Tridentského koncilu poskytoval „důkladné pojednání o každém přikázání“, ale větší důraz kladl na sedm svátostí, aby zdůraznil katolické přesvědčení, že křesťanský život závisí na milosti získané výhradně prostřednictvím svátostného života poskytovaného katolickou církví. Tento důraz byl v rozporu s protestantským přesvědčením, které považovalo přikázání za zdroj Boží milosti. Zatímco novější papežské encykliky nabízejí výklad církevního učení o jednotlivých přikázáních, v průběhu dějin se oficiální církevní učení o přikázáních opírá o jejich zmínky ve Starém a Novém zákoně a o spisy raných církevních otců Origena, Ireneje a Augustina. Později nabídli pozoruhodné komentáře k přikázáním teologové Tomáš Akvinský a Bonaventura. Akvinský, učitel církve, je považoval za „prvotní přikázání spravedlnosti a veškerého práva a přirozený rozum jim dává okamžitý souhlas jako jasně zřejmým zásadám.“ Akvinský také zdůraznil rozvržení do dvou synoptických tabulek, kde „Tři z těchto přikázání, která byla napsána na první tabulce, se týkala lásky k Bohu, a sedm přikázání napsaných na druhé tabulce se týkalo lásky k bližnímu“. Stejným způsobem dal Pán dvojí velké přikázání, pro Boha a pro bližního, na základě čtyř důvodů lásky.
Nejnovější Katechismus katolické církve, oficiální shrnutí církevní víry, věnuje přikázáním, která slouží jako základ katolického sociálního učení, velkou část. Podle Katechismu jim církev od 5. století věnuje dominantní místo ve výuce víry. Kreeft vysvětluje, že církev je považuje za „cestu života“ a „cestu ke svobodě“, stejně jako plot na školním dvoře chrání děti před „život ohrožujícím nebezpečím“.

## První přikázání
První přikázání podle církevního učení „znamená, že [následovníci] musí uctívat a klanět se pouze Bohu, protože Bůh je jediný.“ Katechismus vysvětluje, že zakazuje modloslužbu, a uvádí příklady zakázaných praktik, jako je uctívání jakéhokoli tvora a „,démonů... moci, rozkoše, rasy, předků, státu [a] peněz'“. Augustin toto přikázání vykládal jako „Miluj Boha a pak dělej, co chceš“." Kreeft při vysvětlování této myšlenky uvádí, že každý hřích „slouží nějakému jinému bohu, poslouchá jiného vůdce: svět nebo tělo nebo ďábla“, je-li Bůh skutečně milován, pak člověk bude dělat to, co chce Bůh.
Katechismus spojuje toto přikázání se třemi teologickými ctnostmi. První ctnost, víra, nabádá katolíky, aby věřili v Boha a vyhýbali se herezi, apostazi a schizmatu. Druhá ctnost, naděje, varuje katolíky před zoufalstvím a domýšlivostí. Poslední ctnost, láska, může být podle katechismu naplněna pouze tehdy, pokud se katolíci zdrží lhostejnosti nebo nevděčnosti vůči Bohu a vyvarují se duchovní lenosti a nenávisti k Bohu pramenící z pýchy. Katechismus vyjmenovává konkrétní porušení tohoto přikázání, mezi něž patří pověrčivost, polyteismus, svatokrádež, ateismus a všechny praktiky magie a čarodějnictví. Dále zakazuje astrologii, čtení z ruky a dotazování se horoskopů nebo jasnovidců. Katechismus připisuje posledně jmenované činnosti „touze po moci nad časem, dějinami a v konečném důsledku i nad ostatními lidmi, jakož i přání usmířit skryté síly“.

### Vyrobená zpodobnění
Hlavní článek: Modloslužba

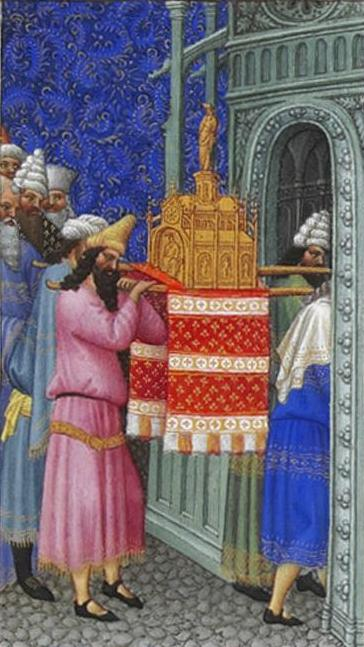
Archa úmluvy nesená do židovského chrámu

I když jsou katolíci někdy obviňováni z uctívání obrazů, čímž porušují první přikázání, podle církve jde o nedorozumění. Podle názoru církve je „úcta vzdávaná posvátným obrazům ,zbožným uctíváním', nikoli klaněním, které náleží pouze Bohu.“ V 8. století vznikly vášnivé spory o to, zda jsou náboženské ikony (v tomto kontextu obrazy) zakázány prvním přikázáním. Spor se téměř výhradně omezil na východní církev; ikonoklasté chtěli ikony zakázat, zatímco ikonodulové podporovali jejich uctívání, což byl postoj důsledně podporovaný západní církví. Na druhém nicejském koncilu v roce 787 ekumenický koncil rozhodl, že uctívání ikon a soch není v rozporu s přikázáním, a prohlásil: „Kdo uctívá obraz, uctívá osobu na něm zobrazenou.“ Přibližně v době sporu o ikonoklasmus začala západní církev používat monumentální sochařství, které se v románském období stalo hlavním rysem západního křesťanského umění, jež zůstalo součástí katolické tradice, na rozdíl od východního křesťanství, které se velké náboženské plastice vyhýbá. Katechismus s použitím velmi tradičních argumentů tvrdí, že Bůh dal svolení k obrazům, které symbolizují křesťanskou spásu, tím, že ponechal symboly, jako je „Mojžíšův“ bronzový had a cherubíni na Arše úmluvy. Uvádí, že „tím, že se Syn Boží vtělil, zavedl novou ekonomii obrazů“.
Katolická biskupská konference Spojených států amerických (USCCB) vysvětluje katechismus ve své knize s názvem Katechismus Spojených států amerických pro dospělé, vydané v roce 2006. Pokud jde o vyobrazení, vysvětlují, že toto přikázání se týká modloslužby, která se ve starověku projevovala uctíváním takových věcí, jako jsou „slunce, měsíc, hvězdy, stromy, býci, orli a hadi“, a také „císaři a králové“. Vysvětlují, že dnes se modloslužba projevuje uctíváním jiných věcí, a uvádějí některé z nich jako „moc, peníze, materialismus a sport“.

## Druhé přikázání
Druhé přikázání zakazuje používat Boží jméno nadarmo. Mnohé starověké kultury věřily, že jména jsou posvátná; některé z nich zakazovaly, kdy se jméno člověka smí vyslovit. Janovo evangelium vypráví o události, kdy se skupina Židů pokusila ukamenovat Ježíše poté, co použil posvátné Boží jméno, aby se označil. Jeho výrok si vyložili jako nárok na božství. Protože nevěřili, že je Bůh, považovali to za rouhání, za které podle Mojžíšova zákona hrozí trest smrti. Kreeft píše, že všechna jména, pod kterými je Bůh znám, jsou svatá, a proto jsou všechna tato jména chráněna druhým přikázáním. Katechismus uvádí: „Úcta k jeho jménu je výrazem úcty k tajemství samotného Boha a k celé posvátné skutečnosti, kterou vyvolává.“ Katechismus také vyžaduje úctu ke jménům lidí z úcty k důstojnosti dané osoby.
Smysl tohoto přikázání je dále zakódován v modlitbě Páně, která začíná slovy: „Otče náš, jenž jsi na nebesích, posvěť se jméno tvé.“ Podle papeže Benedikta XVI. když Bůh zjevil své jméno Mojžíšovi, navázal tím vztah s lidstvem; Benedikt XVI. uvádí, že Vtělení bylo vyvrcholením procesu, který „začal dáním Božího jména.“ Benedikt upřesňuje, že to znamená, že Boží jméno mohlo být zneužito a že Ježíšovo zařazení „posvěť se jméno tvé“ je prosbou o posvěcení Božího jména, o „ochranu úžasného tajemství jeho dostupnosti pro nás a neustálé potvrzování jeho pravé identity v protikladu k našemu zkreslování.“
Podle katolického učení toto přikázání nevylučuje používání Božího jména při slavnostních přísahách, které skládá legitimní autorita. Lhaní pod přísahou, vzývání Božího jména pro magické účely nebo vyslovování slov nenávisti či odporu vůči Bohu se však považuje za hřích rouhání.

## Třetí přikázání
Hlavní článek: Sobota v křesťanství
Benedikt XVI. cituje židovského rabína a učence Jacoba Neusnera a vysvětluje, že pro Izrael bylo dodržování tohoto přikázání více než jen rituálem; byl to způsob, jak napodobit Boha, který sedmý den po stvoření odpočíval. Představovalo také jádro společenského řádu.

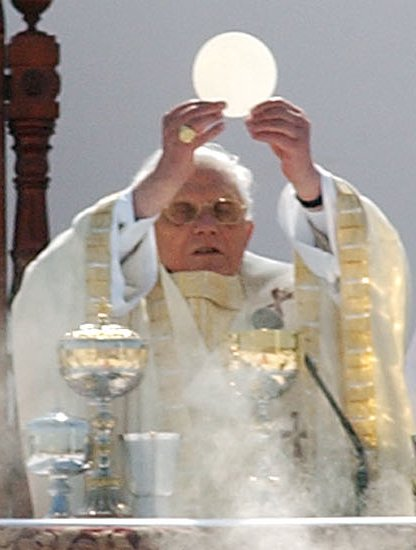
Papež Benedikt XVI. slaví eucharistii, svátost, která se slaví při každé katolické mši.

Ačkoli několik křesťanských denominací následuje judaistickou praxi a slaví sobotu, většina křesťanských církví, včetně liturgických směrů (katolíci, pravoslavní i starobylé východní církve), slaví neděli jako zvláštní den odpočinku a bohoslužby, který nazývají „den Páně“. Tato praxe pochází z prvního století a vyplývá z jejich víry, že Ježíš vstal z mrtvých v první den týdne. Didaché vyzývá křesťany, aby se v den Páně scházeli k lámání chleba a vzdávání díků. Jako první se o nedělním odpočinku zmiňuje Tertulián: „My se však (tak jak nás to naučila tradice) máme v den Zmrtvýchvstání Páně chránit nejen těžkých prací, ale každého jednání a náročného úřadování, odkládat i své podnikání, abychom nedali prostor ďáblu“ („De orat.“, xxiii; srov. „Ad nation.“, I, xiii; „Apolog.“, xvi).
V šestém století Césarius z Arles učil, že celá sláva židovské soboty byla přenesena na neděli a že křesťané musí zachovávat neděli stejným způsobem, jakým bylo Židům přikázáno zachovávat sobotu. Orleánský koncil v roce 538 tuto tendenci, aplikovat zákon židovské soboty na zachovávání křesťanské neděle, jako židovské a nekřesťanské, odsoudil.
Církevní představitelé pozdějších staletí zapsali nedělní odpočinek do oficiálního učení a křesťanské vlády se v průběhu dějin pokoušely nedělní odpočinek prosadit. Pro katolíky Ježíšovo učení, že „sobota byla stvořena pro člověka, ne člověk pro sobotu“, znamená, že součástí dne odpočinku mohou být dobré skutky, „když to vyžadují potřeby druhých.“ Katechismus nabízí pokyny, jak slavit den Páně, mezi něž patří povinná účast na mši svaté v neděli a o zasvěcených svátcích. V těchto dnech katolíci nesmějí pracovat ani vykonávat činnosti, které „brání uctívání Boha“, ale „konání skutků milosrdenství a přiměřený odpočinek v radostném duchu“ jsou povoleny.
Podle USCCB bylo toto přikázání „pro katolíky upřesněno“ jako jedno z církevních přikázání. Americká biskupská konference se odvolává na apoštolský list Dies Domini:
Protože věřící jsou povinni účastnit se mše svaté, pokud jim v tom nebrání vážná překážka, mají faráři odpovídající povinnost nabídnout každému reálnou možnost splnit toto přikázání. ... Avšak více než jako přikázání by mělo být zachovávání mše vnímáno jako potřeba vyvěrající z hlubin křesťanského života. Je nesmírně důležité, aby všichni věřící byli přesvědčeni, že nemohou žít svou víru a plně se podílet na životě křesťanského společenství, pokud se pravidelně neúčastní nedělního eucharistického shromáždění.

## Čtvrté přikázání
Papež Benedikt XVI. uvádí, že rabín Neusner „správně vidí toto přikázání jako základ společenského řádu.“ Posiluje generační vztahy, výslovně vyjadřuje souvislost mezi rodinným řádem a společenskou stabilitou a ukazuje, že rodina je „Bohem chtěná i chráněná“. Protože bezpodmínečná láska rodičů k dětem je zrcadlem Boží lásky a rodiče mají povinnost předávat víru svým dětem, nazývá Katechismus rodinu „domácí církví“, „privilegovaným společenstvím“ a „původní buňkou společenského života“.
Katechismus říká, že toto přikázání vyžaduje povinnosti dětí vůči rodičům, které zahrnují:
1. Úcta k rodičům, která se vztahuje i na bratry a sestry.
2. Vděčnost, vyjádřená citátem ze Siracha: „Pamatuj, že skrze své rodiče ses narodil; co jim můžeš vrátit, co se vyrovná jejich daru tobě?“[61][62]
3. Poslušnost rodičům po dobu, kdy dítě žije doma, „pokud je to pro jeho dobro nebo pro dobro rodiny“,[61] s výjimkou případů, kdy by poslušnost vyžadovala, aby dítě udělalo něco morálně špatného.
4. Podpora, která vyžaduje, aby dospělé děti poskytovaly svým stárnoucím rodičům materiální a morální podporu, zejména v době „nemoci, osamělosti nebo nouze“.[57][61]

Dodržování tohoto přikázání podle Katechismu vyžaduje také povinnosti rodičů vůči dětem, které zahrnují:
1. „Mravní výchovu, duchovní formaci a evangelizaci“ svých dětí.
2. Úcta k jejich dětem jako k Božím dětem a lidským osobám.
3. Správná kázeň pro děti a zároveň opatrnost, aby je neprovokovali.
4. „Vyhýbání se nátlaku na volbu určitého povolání nebo životního partnera“, což nevylučuje, aby rodiče dávali „rozumné rady“.[63]
5. „Být dobrým příkladem“ svým dětem.
6. „Přiznat svým dětem vlastní chyby“, aby je mohli vést a napravovat.[57][63]

### Ježíšovo rozšíření
Matoušovo evangelium vypráví, že když mu řekli, že na něj čeká jeho matka a bratři, Ježíš odpověděl: „Kdo je moje matka a kdo jsou moji bratři?“ Vztáhl ruku na učedníky a řekl: „Tady je moje matka a moji bratři! Neboť každý, kdo plní vůli mého Otce v nebesích, je můj bratr, má sestra i matka.“ Papež Benedikt XVI. uvedl, že tento Ježíšův výrok povýšil čtvrté přikázání na novou a vyšší úroveň. Plněním Boží vůle se každý člověk může stát součástí Ježíšovy univerzální rodiny. Povinnosti čtvrtého přikázání se tedy rozšiřují na větší společnost a vyžadují respekt k „legitimním společenským autoritám“. Katechismus specifikuje „povinnosti občanů a národů“, které Kreeft shrnuje takto:
1. „Poslušnost a úcta všem, kteří pro naše dobro dostali od Boha autoritu ve společnosti“.
2. „Placení daní, využívání volebního práva a obrana vlasti“.
3. „Povinnost být bdělý a kritický“, která vyžaduje, aby občané kritizovali to, co poškozuje lidskou důstojnost a společnost.
4. „Povinnost neuposlechnout“ občanské autority a nařízení, která jsou v rozporu s morálním řádem.
5. „Praktikovat lásku“, která je "nutností pro každou fungující rodinu nebo společnost"; je to „největší sociální přikázání“ a vyžaduje, aby lidé milovali Boha a bližního.
6. „Přijímat cizince“, kteří potřebují bezpečí a živobytí, jež nemohou najít ve své zemi.
7. „Povinnost bohatých národů pomáhat chudým národům“, zejména v době „okamžité potřeby“.
8. „Očekávání, že rodiny budou pomáhat jiným rodinám“.[57][66]

## Páté přikázání
Toto přikázání vyžaduje úctu k lidskému životu a přesněji se překládá jako „nezavraždíš“. V katolicismu může být vskutku zabití za omezených okolností ospravedlněno. Ježíš ho rozšířil tak, že zakazuje nespravedlivý hněv, nenávist a pomstu a vyžaduje, aby křesťané milovali své nepřátele. Základem veškerého katolického učení o pátém přikázání je etika posvátnosti života, která je podle Kreefta filozoficky protikladná etice kvality života, filozofii, kterou charakterizuje jako zavedenou knihou s názvem Die Freigabe der Vernichtung des Lebensunwerten Lebens (Povolení ničit bezcenný život) (viz Život nehodný toho, aby byl žit) a která podle něj „jako první získala veřejné uznání ... německými lékaři před druhou světovou válkou – základ a počátek nacistických lékařských praktik.“ Tento výklad podporují i moderní lékařské časopisy, které pojednávají o dilematu, jež tyto protichůdné filozofie představují pro lékaře, kteří musí rozhodovat o životě a smrti. Někteří bioetici charakterizují používání „nacistické analogie“ jako nevhodné, pokud je aplikováno na rozhodování o kvalitě života; Arthur Caplan označil tuto rétoriku za „odporně špatnou“. Církev se aktivně zapojuje do veřejných debat o potratech, trestu smrti a eutanazii a povzbuzuje věřící, aby podporovali zákony a politiky, které označuje za pro-life.

### Potrat
Katechismus uvádí: „Lidský život je posvátný, protože od svého počátku zahrnuje stvořitelské působení Boha a navždy zůstává ve zvláštním vztahu se Stvořitelem, který je jeho jediným cílem. ... Nikdo si nemůže za žádných okolností osobovat právo přímo zničit nevinnou lidskou bytost.“ Přímé a úmyslné zabití nevinného člověka je považováno za smrtelný hřích. Za ještě závažnější považuje církev vraždu rodinných příslušníků, včetně „infanticidy, bratrovraždy, parricidy, vraždy manžela či manželky a umělého potratu.“
Katechismus uvádí, že s embryem „je třeba zacházet jako s osobou již od početí“. Latinský originál slova jako je tamquam, což znamená „jako“ nebo „stejně jako“. To, že existence lidského jedince začíná oplodněním, je přijaté stanovisko římskokatolické církve, jejíž Papežská akademie pro život prohlásila: „Okamžik, který znamená počátek existence nové ,lidské bytosti', je tvořen proniknutím spermie do oocytu. Oplodnění podporuje sérii na sebe navazujících událostí a přeměňuje vaječnou buňku v ,zygotu'.“ Respekt k životu ve všech jeho stadiích, dokonce i k potenciálnímu životu, je obecně kontextem církevních dokumentů.
Církev potraty výslovně a vytrvale odsuzuje již od prvního století. Za „formální spolupráci“ na potratu hrozí trest exkomunikace „již při samotném spáchání trestného činu“ (lat. latae sententiae, „rozsudek [již, tj. automaticky] vynesený“). Katechismus zdůrazňuje, že tento trest nemá omezovat milosrdenství, ale že jasně ukazuje závažnost zločinu a nenapravitelnou škodu způsobenou dítěti, jeho rodičům a společnosti. „Formální spolupráce“ při potratu se vztahuje nejen na matku, která se mu dobrovolně podrobí, ale také na lékaře, zdravotní sestry a všechny, kdo při tomto aktu přímo pomáhají. Církev má služby smíření, jako je projekt Ráchel, pro ty, kdo upřímně litují svého hříchu formální spolupráce na potratu.
Oficiální církevní učení povoluje lékařské zákroky a léčbu, které mají chránit nebo obnovit zdraví matky, pokud by bez nich byla ve smrtelném nebezpečí, a to i v případě, že tyto zákroky s sebou nesou určité riziko smrti plodu. Příkladem může být odstranění vejcovodu v případě mimoděložního těhotenství, odstranění rakovinného bujení dělohy nebo operace slepého střeva.

#### Použití embryí pro výzkum nebo oplodnění
Katechismus Spojených států amerických pro dospělé věnuje při výkladu pátého přikázání oddíl oplodnění in vitro, výzkumu kmenových buněk a klonování, protože při nich často dochází ke zničení lidských embryí, což je považováno za těžce hříšnou formu vraždy. Výzkum embryonálních kmenových buněk je označen za „nemorální prostředek k dosažení dobrého cíle“ a „morálně nepřijatelný.“ S odvoláním na instrukci Kongregace pro nauku víry o úctě k lidskému životu v jeho počátcích a o důstojnosti plození američtí biskupové citují: „Žádný cíl, i kdyby byl sám o sobě ušlechtilý, jako je předvídatelný přínos pro vědu, pro jiné lidské bytosti nebo pro společnost, nemůže v žádném případě ospravedlnit experimentování na živých lidských embryích nebo plodech, ať už životaschopných nebo ne, ať už v těle matky nebo mimo něj.“ Biskupové poznamenávají, že výzkum dospělých kmenových buněk s využitím buněk získaných s informovaným souhlasem je slibnou oblastí výzkumu, která je morálně přijatelná.

### Sebevražda, eutanazie
Páté přikázání zakazuje sebevraždu a zabití umírajícího z milosti, a to i za účelem odstranění utrpení. Běžnou péči o ty, kterým hrozí bezprostřední smrt, nelze podle církve morálně odepřít. „Běžná péče“ se vztahuje na jídlo, vodu a úlevu od bolesti a nezahrnuje „mimořádnou péči“, která se vztahuje na používání dýchacích přístrojů nebo vyživovacích trubic, které jsou považovány za fakultativní. Umožnit nevyléčitelně nemocnému člověku zemřít, použít léky proti bolesti, které mohou zkrátit jeho život, nebo odmítnout mimořádnou léčbu nevyléčitelně nemocného, jako je chemoterapie nebo ozařování, se v souladu se zásadou dvojího účinku považuje za morálně přijatelné a není porušením pátého přikázání.

### Trest smrti
Hlavní článek: Katolická církev a trest smrti
Viz také:: Seznam osob popravených v papežském státě
Po dobu prvních dvou set let křesťané „odmítali zabíjet v armádě, v sebeobraně nebo v soudním systému“, ale žádné oficiální stanovisko církve k trestu smrti neexistovalo. Když byla církev v roce 313 poprvé oficiálně uznána jako veřejná instituce, její postoj k trestu smrti se stal tolerantním, ale ne přímo přijatelným. Trest smrti měl podporu prvních katolických teologů, i když někteří z nich, jako například svatý Ambrož, nabádali členy kléru, aby trest smrti nevynášeli a nevykonávali. Svatý Augustin odpověděl na námitky proti trestu smrti zakořeněné v prvním přikázání ve spise O Boží obci, Tomáš Akvinský a Duns Scotus tvrdili, že civilní pravomoc vykonávat trest smrti má oporu v Písmu svatém. Papež Inocenc III. požadoval od Petra Valdese a valdenských, aby přijali, že „světská moc může bez smrtelného hříchu vykonávat rozsudek nad krví, pokud trestá spravedlivě, nikoli z nenávisti, s rozvahou, nikoli zbrkle“, což bylo předpokladem smíření s církví. Paul Suris uvádí, že oficiální církevní učení trest smrti ani absolutně neodsuzovalo, ani nepodporovalo, ale jeho tolerance v průběhu věků kolísala. Nejpamátnějším příkladem církevní podpory trestu smrti je inkvizice, ačkoli někteří historikové ji považovali za mírnější než světské soudy té doby.
2. srpna 2018 církev přijala názor, že trest smrti je „nepřijatelný“, protože porušuje důstojnost člověka. Katechismus katolické církve hlásá, že „ve světle evangelia“ je trest smrti „útokem na nedotknutelnost a důstojnost osoby“. Papež František rovněž prohlásil, že doživotní vězení je formou mučení a „skrytou [formou] trestu smrti“.

### Osobní zdraví, mrtvoly, pohřeb

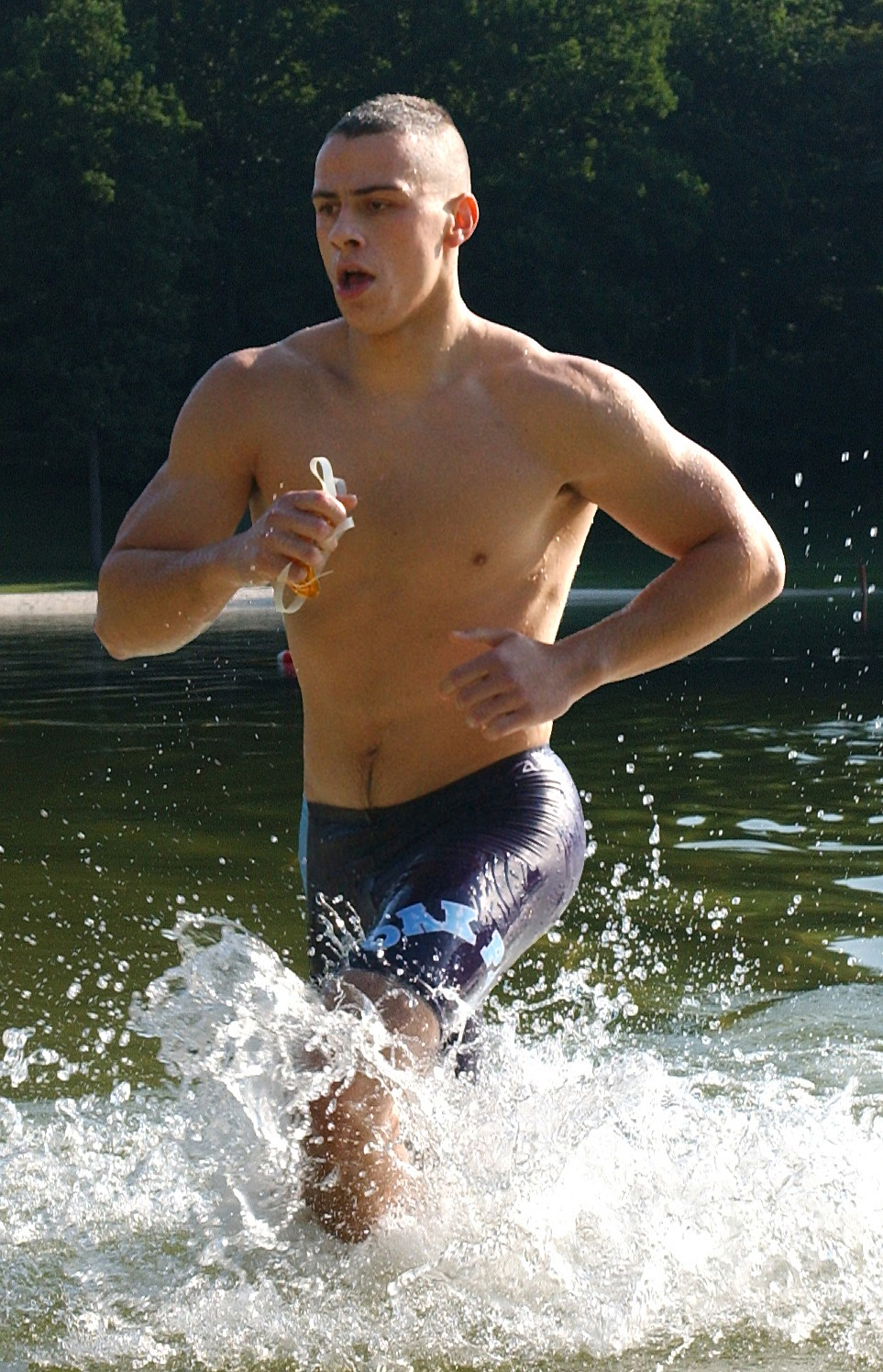
Katolické učení zahrnuje úctu k vlastnímu tělu v souladu s pátým přikázáním, ale varuje před „zbožšťováním“ tělesné dokonalosti.

Podle církevního učení úcta k lidskému životu vyžaduje úctu k vlastnímu tělu, vylučuje nezdravé chování, zneužívání jídla, alkoholu, léků, nelegálních drog, tetování a piercingu. Církev také varuje před opačným chováním, které spočívá v „nadměrné péči o zdraví a blaho těla, jež ,zbožšťuje' fyzickou dokonalost, zdatnost a úspěch ve sportu“.
Únosy, terorismus a mučení jsou zakázány, stejně jako sterilizace, amputace a mrzačení, které nejsou prováděny z terapeutických lékařských důvodů. Podle katechismu má společnost morální povinnost usilovat o zajištění zdravých životních podmínek pro všechny lidi.
Církevní víra ve vzkříšení těla vedla k zákazu kremace, který byl za omezených podmínek pastoračně upraven na II. vatikánském koncilu v 60. letech 20. století, ale tyto podmínky byly do značné míry ignorovány i duchovenstvem. Podle katechismu je pohřbívání zemřelých tělesným skutkem milosrdenství, při němž je třeba zacházet s tělem s úctou a láskou (např. rozptyl zpopelněných ostatků, pohřbívání do neoznačeného hrobu apod. jsou v katolické církvi zakázány). Dárcovství orgánů po smrti a transplantace orgánů jsou za určitých podmínek povoleny, rovněž pitvy z právních a vědeckých důvodů.

### Válka a sebeobrana
V horském kázání Ježíš připomíná přikázání „Nezabiješ“ a pak k němu přidává zákaz hněvu, nenávisti a pomsty. Dále Kristus žádá své učedníky, aby milovali své nepřátele. Katechismus tvrdí, že „je legitimní trvat na respektování vlastního práva na život.“ Kreeft říká, že „sebeobrana je legitimní ze stejného důvodu, z jakého není legitimní sebevražda: protože vlastní život je dar od Boha, poklad, za jehož zachování a obranu jsme zodpovědní.“ Katechismus učí, že „ten, kdo brání svůj život, není vinen vraždou, i když je nucen zasadit agresorovi smrtící ránu.“ Legitimní obrana může být nejen právem, ale i vážnou povinností pro toho, kdo je zodpovědný za životy druhých. Obrana společného dobra vyžaduje, aby nespravedlivému agresorovi bylo znemožněno způsobit škodu. Z tohoto důvodu mají ti, kdo legitimně drží moc, také právo použít zbraně k odražení agresorů proti občanskému společenství, které jim bylo svěřeno do odpovědnosti.
Církev vyžaduje, aby se všichni modlili a pracovali na tom, aby se zabránilo nespravedlivým válkám, ale dovoluje i spravedlivé války, pokud jsou splněny určité podmínky:
1. Důvody pro válku jsou obranné.
2. „Škody způsobené agresorem ... musí být trvalé, vážné a jisté.“
3. Je to poslední možnost, ke které se přistupuje až poté, co všechny ostatní prostředky k ukončení „vážných škod“ byly neúčinné.
4. Konečným cílem je mír a existuje vážná šance na úspěch.
5. Nevzniká žádné závažnější zlo, které by zastínilo zlo, jež má být odstraněno. To zakazuje použití zbraní k likvidaci celých měst a oblastí s jejich obyvateli.
6. Vyžaduje se úcta a péče o nebojující osoby, zraněné vojáky a zajatce. Od vojáků se vyžaduje, aby neuposlechli rozkazů ke spáchání genocidy a těch, které porušují všeobecné principy.[67][99]

### Pohoršení
Katechismus řadí pohoršení  (lat. scandalum) pod páté přikázání a definuje ho jako „postoj nebo chování, které vede druhého ke zlému jednání“. V Matoušově evangeliu Ježíš prohlásil: „Kdo by svedl ke hříchu jednoho z těchto maličkých, kteří ve mne věří, pro toho by bylo lépe, aby mu byl na krk přivázán velký mlýnský kámen a aby byl utopen v mořské hlubině.“ Církev považuje za závažný zločin způsobit oslabení víry, naděje a lásky druhého člověka, zvláště pokud se to děje mladým lidem a pachatelem je autoritativní osoba, jako je rodič, učitel nebo kněz.

## Šesté přikázání
Podle církve jsou lidé pohlavními bytostmi, jejichž pohlavní identita by měla být přijímána v jednotě těla a duše. Pohlaví jsou podle Božího záměru určena k tomu, aby se lišila a doplňovala, přičemž každé z nich má stejnou důstojnost a je stvořeno k obrazu Božímu. Pohlavní akty jsou posvátné v kontextu manželského vztahu, který odráží „úplné a celoživotní vzájemné sebedarování se muže a ženy.“ Sexuální hříchy tak porušují nejen tělo, ale celou bytost člověka. Jan Pavel II. se nad tímto pojetím zamýšlel v knize Překročit práh naděje z roku 1995:
Vždyť mladí lidé stále hledají krásu v lásce. Chtějí, aby jejich láska byla krásná. Pokud podlehnou slabosti a řídí se modely chování, které lze právem považovat za „skandál v současném světě“ (a jsou to bohužel modely široce rozšířené), v hloubi srdce stále touží po krásné a čisté lásce. To platí stejně pro chlapce jako pro dívky. Nakonec vědí, že tuto lásku jim může dát pouze Bůh. V důsledku toho jsou ochotni následovat Krista, aniž by se starali o oběti, které to může přinést.
Stejně jako ortodoxní judaismus a islám považuje katolická církev všechny sexuální akty mimo manželství za těžké hříchy. Závažnost hříchu „,vylučuje člověka ze svátostného společenství', dokud ho nebude litovat a nebude mu odpuštěno ve svátostné zpovědi“.

### Povolání k čistotě
Církevní učení o šestém přikázání zahrnuje diskusi o cudnosti (lat. castitas). Katechismus popisuje čistotu jako „mravní ctnost ... dar od Boha, milost, plod duchovního úsilí.“ Církev vnímá pohlavní styk jako něco víc než jen tělesný akt; ovlivňuje také tělo a duši, a proto učí, že čistota je ctnost, k jejímuž osvojení jsou povoláni všichni lidé. Je definována jako vnitřní jednota „tělesné a duchovní bytosti“ člověka, která úspěšně integruje jeho sexualitu s „celou jeho lidskou přirozeností“. K získání této ctnosti jsou následovníci povzbuzováni, aby se pustili do „dlouhé a náročné práce“ na sebeovládání, k čemuž jim pomáhají přátelství, Boží milost, zralost a vzdělání, „které respektuje morální a duchovní rozměr lidského života.“ Katechismus rozděluje porušení šestého přikázání do dvou kategorií: „přestupky proti čistotě“ a „přestupky proti důstojnosti manželství“.

#### Přestupky proti čistotě
Katechismus uvádí následující „přestupky proti čistotě“, podle Kreefta ve vzestupném pořadí závažnosti:
1. Chtíč (sexuální žádostivost): Církev učí, že sexuální rozkoš je dobrá a stvořená Bohem, který chtěl, aby manželé „prožívali rozkoš a potěšení těla i ducha“. Kreeft říká: „Chtíč neznamená sexuální rozkoš jako takovou, ani rozkoš z ní, ani touhu po ní ve správném kontextu.“[112] Chtíč je touha po pouhém sexuálním potěšení, mimo jeho zamýšlený účel plození a spojení muže a ženy, těla a duše, ve vzájemném sebeodevzdání.[111]
2. Masturbace je považována za hříšnou ze stejných důvodů jako chtíč, ale je o stupeň výše než chtíč, protože zahrnuje fyzický akt namísto duševního.[111]
3. Smilstvo je sexuální spojení nesezdaného muže a nesezdané ženy. Považuje se za odporující „důstojnosti osob a lidské sexuality“, protože není nařízeno pro „dobro manželů“ ani pro „plození a výchovu dětí“.[111]
4. Pornografie stojí výše, protože je považována za zvrácený sexuální akt, který je určen k šíření třetím osobám za účelem sledování.[111]
5. Prostituce je považována za hříšnou jak pro prostitutku, tak pro zákazníka; redukuje člověka na nástroj sexuálního potěšení, porušuje lidskou důstojnost a poškozuje společnost. Závažnost hříšnosti je menší u prostitutek, které jsou k tomuto aktu donuceny nouzí, vydíráním nebo společenským nátlakem.[111]
6. Znásilnění je ve své podstatě zlý čin, který může oběti způsobit vážné poškození na celý život.
7. Incest neboli „znásilnění dětí rodiči nebo jinými dospělými příbuznými“ nebo „osobami odpovědnými za výchovu svěřených dětí“ je považován za nejodpornější sexuální hřích.[102][111]

#### Homosexualita
Katechismus věnuje homosexualitě v rámci výkladu šestého přikázání samostatnou kapitolu. Stejně jako heterosexuální jednání mimo manželství jsou i homosexuální jednání považována za hřích. Církev rozlišuje mezi homosexuální náklonností, která není považována za hřích, a homosexuálními činy, které za hřích považovány jsou. Katechismus uvádí, že „porušují přirozený zákon, nemohou plodit život a nevycházejí ze skutečného citového a sexuálního doplňování. V žádném případě je nelze schvalovat.“ Církev učí, že homosexuální sklony jsou „objektivně neuspořádané“ a mohou být pro člověka velkou zkouškou, kterou je podle církve třeba „přijímat s úctou, soucitem a citlivostí ... je třeba se vyhnout nespravedlivé diskriminaci v jejich ohledu“.
Homosexuálové jsou podle církve „povoláni k čistotě“. Jsou poučeni, aby praktikovali ctnosti „sebeovládání“, které učí „vnitřní svobodě“ s využitím podpory přátel, modlitby a milosti obsažené ve svátostech církve. Tyto nástroje mají homosexuálům pomoci „postupně a rozhodně se přibližovat ke křesťanské dokonalosti“, což je stav, k němuž jsou povoláni všichni křesťané.
(Dvě laická hnutí představují protichůdné filozofie týkající se homosexuality: DignityUSA se snaží změnit učení církve tak, aby ospravedlňovalo homosexuální jednání; Courage International je organizace homosexuálů, kteří se „vzájemně podporují v upřímném úsilí žít v čistotě a ve věrnosti Kristu a jeho církvi“.)

### Láska manžela a manželky

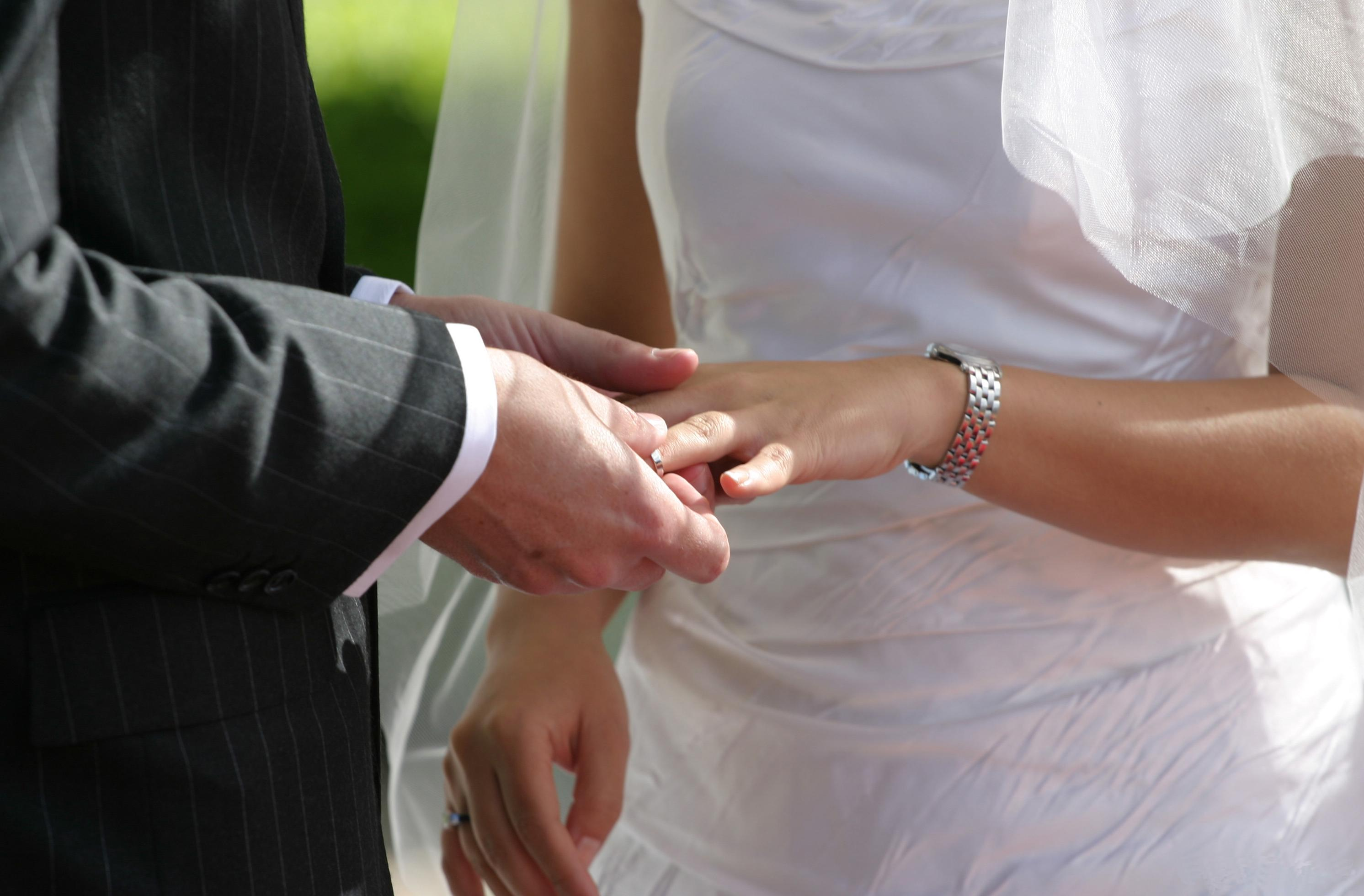
Šesté přikázání podle USCCB „vybízí manžele“ k citové a sexuální věrnosti, kterou označují za „podstatnou“ pro manželství a která odráží „Boží věrnost vůči nám“.

Podle církevního učení má manželská láska tvořit nepřerušený, dvojí cíl: spojení muže a ženy a předávání života. Jednotný aspekt zahrnuje přenesení bytí každého z partnerů, „takže už nejsou dva, ale jedno tělo“. Svátost manželství je chápána jako Boží zpečetění souhlasu, který partnery spojuje. Církevní učení o manželském stavu vyžaduje, aby manželé přijali vzájemná selhání a chyby a uznali, že „povolání ke svatosti v manželství“ vyžaduje proces duchovního růstu a obrácení, který může trvat po celý život.

#### Plodnost manželství, sexuální potěšení, kontrola porodnosti
Postoj církve k sexuální aktivitě lze shrnout takto: „Sexuální aktivita patří pouze do manželství jako výraz naprostého sebedarování a sjednocení a je vždy otevřená možnosti nového života.“ Sexuální úkony v manželství jsou považovány za „vznešené a úctyhodné“ a mají být prožívány s „radostí a vděčností.“ Sexualita má být vyhrazena manželství: „Manželská láska ze své podstaty vyžaduje nedotknutelnou věrnost manželů. Ta je důsledkem vzájemného darování se, které si navzájem poskytují. Láska se snaží být definitivní; nemůže být ujednáním ,do odvolání'“. "„Intimní spojení manželství jako vzájemné darování se dvou osob a dobro dětí vyžadují od manželů naprostou věrnost a vyžadují mezi nimi neporušitelný svazek (Gaudium et spes).“
Umělá antikoncepce pochází z doby před křesťanstvím; katolická církev tyto metody odsuzovala po celou dobu své historie. V reakci na to, že anglikánská církev v roce 1930 akceptovala praxi umělé antikoncepce, vydala katolická církev 31. prosince 1930 papežskou encykliku Casti connubii. Papežská encyklika Humanae vitae z roku 1968 je potvrzením tradičního pohledu katolické církve na manželství a manželské vztahy a pokračujícím odsouzením umělé antikoncepce.
Církev považuje početné rodiny za znamení Božího požehnání. „Instituce manželství a manželské lásky je ze své podstaty uspořádána k plození a výchově potomstva a právě v nich nachází svou vrcholnou slávu (Gaudium et spes). Děti jsou nejvyšším darem manželství a významně přispívají k dobru samotných rodičů. (...) pravá manželská láska a celá struktura rodinného života, která z ní vyplývá, aniž by snižovala ostatní cíle manželství, směřuje k tomu, aby manželé statečně spolupracovali s láskou Stvořitele a Spasitele, který skrze ně den ode dne zvětšuje a obohacuje svou rodinu (Gaudium et spes).“ Uznává, že zodpovědné rodičovství někdy vyžaduje rozumné odstupy nebo omezení porodů, a považuje přirozené plánování rodičovství za morálně přijatelné, ale odmítá všechny metody umělé antikoncepce. Církev odmítá všechny formy umělého oplodnění a inseminace, protože tyto techniky oddělují sexuální akt od stvoření dítěte. Katechismus uvádí: „Dítě není něco, co někomu náleží, ale je to dar ... ,nejvyšší dar manželství'“.
Roderick Hindery, učitel morální teologie, vyjádřil nesouhlas s církevní podporou přirozeného plánování rodiny a tvrdí, že přispívá k přelidnění a chudobě. Celia W. Duggerová z New York Times kritizuje církevní odmítání používání kondomů, zejména s ohledem na země, kde výskyt AIDS a HIV dosáhl epidemických rozměrů. Brenda Wilsonová z NPR říká, že katolíci uvádějí země, jako je Keňa a Uganda, kde se místo používání kondomů podporují změny chování a kde bylo dosaženo většího pokroku v kontrole nemoci než v zemích, které podporují pouze používání kondomů.

#### Přestupky proti důstojnosti manželství
Podle církve jsou cizoložství a rozvod považovány za přestupky proti důstojnosti manželství a jsou definovány takto: 
1. Cizoložství je sexuální spojení muže a ženy, kdy alespoň jeden z nich uzavřel manželství s někým jiným. Z tohoto důvodu ho církev považuje za větší hřích než smilstvo.[111] Kreeft uvádí: „Cizoložník (cizoložnice) hřeší proti své manželce (manželovi), společnosti a dětem, stejně jako proti vlastnímu tělu a duši.“[125]
2. Rozvod: Kreeft vysvětluje církevní interpretaci tohoto učení: „Kdo se rozvede se svou ženou (pokud manželství není neplatné), dopustí se cizoložství, a kdo se ožení s rozvedenou ženou, dopustí se cizoložství.“[126] Ježíš považoval rozvod za řešení, které se vloudilo do židovského práva.[125] Církev učí, že manželství bylo stvořeno Bohem a mělo být nerozlučitelné: podobně jako stvoření dítěte, které nelze „odstvořit“, nemůže být rozděleno ani „jedno tělo“ manželského svazku.[125] Katechismus uvádí: „Rozvod je těžkým proviněním proti přirozenému zákonu. Tvrdí, že porušuje smlouvu, k níž se manželé svobodně zavázali, že spolu budou žít až do smrti.“[102] Tím, že rozvedený uzavře manželství s jiným, zvyšuje závažnost přestupku, neboť se má za to, že znovu sezdaný manžel je ve stavu „veřejného a trvalého cizoložství“.[125]

Kompendium katechismu uvádí další provinění proti důstojnosti manželství: „polygamie, incest, volné svazky (nesezdané soužití, konkubinát) a pohlavní styk před manželstvím nebo mimo manželství“.

#### Rozluka, občanský rozvod, prohlášení manželství za neplatné
Podle církve existují situace, které se nerovnají rozvodu: 
1. V extrémních situacích, jako je domácí násilí, je povoleno odloučení (rozluka). To se nepovažuje za rozvod a může být oprávněné.[125]
2. Civilní rozvod (občanský rozvod) není podle církve rozvodem. Pokud je považován za jediný způsob zajištění zákonných práv, péče o děti nebo ochrany dědictví, považuje jej církev za morálně přijatelný.[125][128]
3. Anulace (prohlášení manželství za neplatné) není rozvod; je to rozhodnutí církve, že manželství nebylo nikdy platné. Manželství je považováno za neplatné, pokud postrádá jeden z pěti nedílných prvků: mělo by být „úplné“, „celoživotní“, „vzájemné“, „svobodný dar“ a „muže a ženy“.[125] Podle promluvy papeže Jana Pavla II. k římské rotě z 22. ledna 1996 nemají páry právo na anulování manželství, ale mají právo předložit svůj případ neplatnosti nebo platnosti „kompetentní církevní autoritě a požádat o rozhodnutí v této věci“.[129] Podle katolické diecéze Arlington:

... znaky, které mohou naznačovat důvody pro vyšetřování neplatnosti manželství, jsou: manželství, které v době sňatku vylučovalo právo na děti, nebo trvalé manželství, nebo výlučný závazek. Dále se jedná o manželství uzavřená v mladistvém věku; manželství s velmi krátkou dobou trvání; manželství poznamenaná závažným citovým, fyzickým nebo drogovým zneužíváním; deviantní sexuální praktiky; hluboká a soustavná nezodpovědnost a nezájem o závazky; podmíněný souhlas s uzavřením manželství; podvod nebo klamání s cílem získat souhlas manžela; závažné duševní onemocnění nebo předchozí manželský svazek. Určení důvodu by mělo být provedeno po rozsáhlé konzultaci s farním knězem nebo jáhny a na základě dostupných důkazů.

## Sedmé přikázání

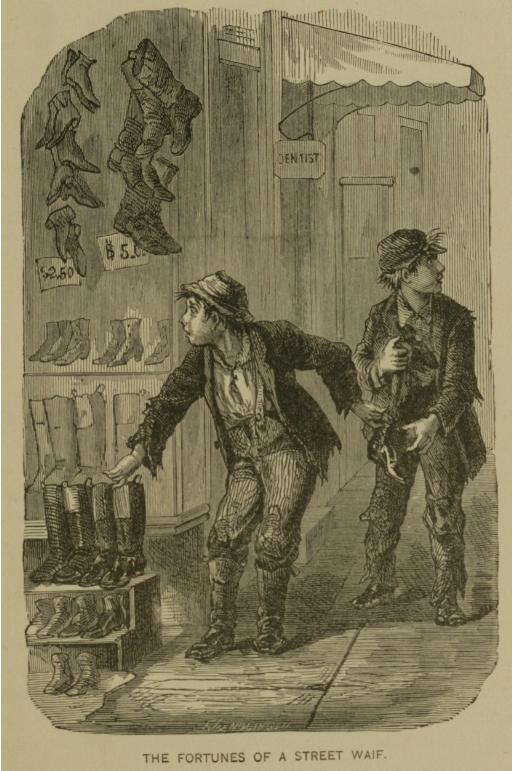
Braní cizího majetku „ve zcela zjevné a akutní nutnosti“ jako jediný způsob zajištění „okamžitých životních potřeb“ se nepovažuje za hřích proti sedmému přikázání.

Katechismus vysvětluje, že toto přikázání se vztahuje na pozemské statky a zakazuje nespravedlivě brát, užívat nebo poškozovat ty, které patří někomu jinému. Na ty, kdo vlastní pozemské statky, klade požadavek, aby je užívali zodpovědně a s ohledem na dobro společnosti. Katechismus se při výkladu sedmého přikázání zabývá pojmem lidské správy Božího stvoření a zakazuje zneužívání zvířat a životního prostředí.

### Soukromý majetek
Podle církve mají lidé právo na soukromý majetek. Vlastnictví však z této osoby činí „správce“, od něhož se očekává, že jej učiní „plodným“ neboli přinášejícím užitek ostatním poté, co se nejprve postará o svou rodinu. Soukromé vlastnictví a společné dobro jsou chápány jako vzájemně se doplňující prvky, které existují za účelem posílení společnosti. Zabírání cizího soukromého majetku „ve zjevné a naléhavé nutnosti“ jako „jediný způsob zajištění bezprostředních, základních potřeb (jídlo, přístřeší, ošacení)“ nepovažuje církev za krádež. Pojetí otroctví jako soukromého vlastnictví církev odsuzuje a klasifikuje ho jako odnímání lidských práv.

### Krádež
Podle Katechismu krádež nebo loupež znamená „přivlastnění si cizího majetku proti rozumné vůli vlastníka“, ačkoli existuje výjimka pro někoho, kdo je ve velké nouzi, aby přežil. „Neoprávněné odnětí a ponechání si cizího majetku“ se považuje za krádež, i když jde o čin mimo rámec občanského práva. Kardinál Christoph Schönborn uvedl příklad z příběhu svatého Augustina, který v mládí, jak napsal ve svých Vyznáních, bral hrušky ze sousedovy zahrady. Schönborn říká, že Augustin má stále „výčitky svědomí kvůli dětské krádeži“, i když se stal dospělým člověkem, což naznačuje, že lidské svědomí si krádež velmi dobře uvědomuje, i když tento čin možná není přestupkem proti občanskému právu.
Za porušení sedmého přikázání jsou považovány také následující činy: manipulace s cenami s cílem získat výhodu na úkor druhých, korupce, přivlastnění si veřejných statků pro osobní zájmy, špatně odvedená práce, vyhýbání se placení daní, padělání šeků nebo jakýchkoli platebních prostředků, jakékoli formy porušování autorských práv a pirátství i extravagance (rozhazovačnost, rozmařilost).

### Sociální spravedlnost
Papežská encyklika Rerum novarum pojednává o vztazích a vzájemných povinnostech mezi prací a kapitálem, stejně jako mezi vládou a jejími občany. Především se jednalo o potřebu určitého zlepšení "„bídy a strádání, které tak nespravedlivě doléhají na většinu dělnické třídy“. Encyklika podporovala právo zakládat odbory, odmítala socialismus, komunismus a neomezený kapitalismus a potvrzovala právo na soukromé vlastnictví.
Církevní výklad sedmého přikázání učí, že majitelé podniků by měli vyvažovat touhu po zisku, který zajistí budoucnost podniku, s odpovědností vůči „dobru lidí“. Majitelé podniků jsou povinni platit svým zaměstnancům přiměřenou mzdu, dodržovat smlouvy a zdržet se nepoctivé činnosti, včetně podplácení státních úředníků. Pracovníci jsou povinni vykonávat svou práci svědomitě, tak jak byli najati, a vyvarovat se nepoctivého jednání na pracovišti, jako je například používání kancelářských potřeb pro osobní potřebu bez povolení (zpronevěra).
Církev učí, že by měla existovat rovnováha mezi vládní regulací a zákony trhu. Domnívá se, že výhradní spoléhání se na trh (čistý kapitalismus) nedostatečně řeší mnohé lidské potřeby, zatímco výhradní spoléhání se na vládní regulaci (čistý socialismus) „převrací základ společenských vazeb“. Církev varuje před nebezpečím kapitalismu nebo socialismu, protože tyto systémy mají sklon používat přílišné extrémy, které vedou k nespravedlnosti vůči lidem.
Bohatší národy, stejně jako bohatší jednotlivci, mají morální povinnost pomáhat chudším národům a jednotlivcům a pracovat na reformě finančních institucí a ekonomických faktorů ve prospěch všech.

## Osmé přikázání
Katechismus vysvětluje, že křivé svědectví nebo „mluvení nepravdy s úmyslem oklamat“ zahrnuje všechna porušení pravdy. Tato porušení mají stupně závažnosti v závislosti na "„úmyslech toho, kdo lže, a na újmě, kterou utrpí jeho oběť“. Jsou vyjmenována takto:
1. Křivé svědectví a křivá výpověď: veřejně učiněná prohlášení před soudem, která brání spravedlnosti tím, že odsuzují nevinného nebo osvobozují vinného, nebo která mohou zvýšit trest obviněného.
2. Ukvapený úsudek: přesvědčení bez dostatečných důkazů, že se osoba dopustila morálního pochybení.
3. Odsuzování: odhalování chyb druhého člověka bez pádného důvodu.
4. Pomluva: lhaní s cílem poškodit pověst osoby a poskytnout příležitost ostatním, aby si o ní učinili falešný úsudek.
5. Lichocení: „řeč, kterou chceme oklamat druhé ve svůj prospěch“.
6. Chvástání, vychloubání nebo zesměšňování: řeči, které buď vyzdvihují pouze sebe, nebo znevažují druhé.[142][146]

Církev požaduje, aby ten, kdo poškodil pověst druhého, „odčinil nepravdu, kterou sdělil“, avšak nevyžaduje, aby člověk sděloval pravdu někomu, kdo nemá právo ji znát, a učí respektovat právo na soukromí. Kněží mají zakázáno porušovat zpovědní tajemství bez ohledu na závažnost hříchu a jeho dopad na společnost.
V církevním učení o tomto přikázání je zahrnut požadavek, aby křesťané vydávali svědectví o své víře „bez okolků“ v situacích, které to vyžadují. Odsuzuje se používání moderních médií k šíření nepravd, ať už jednotlivci, podniky nebo vládami.

## Deváté přikázání
Deváté a desáté přikázání pojednává o žádostivosti, která je vnitřní dispozicí, nikoli fyzickým činem. Katechismus rozlišuje mezi žádostivostí těla (nevhodnou sexuální touhou) a žádostivostí po světských statcích jiného člověka. Deváté přikázání se zabývá prvním a desáté druhým.

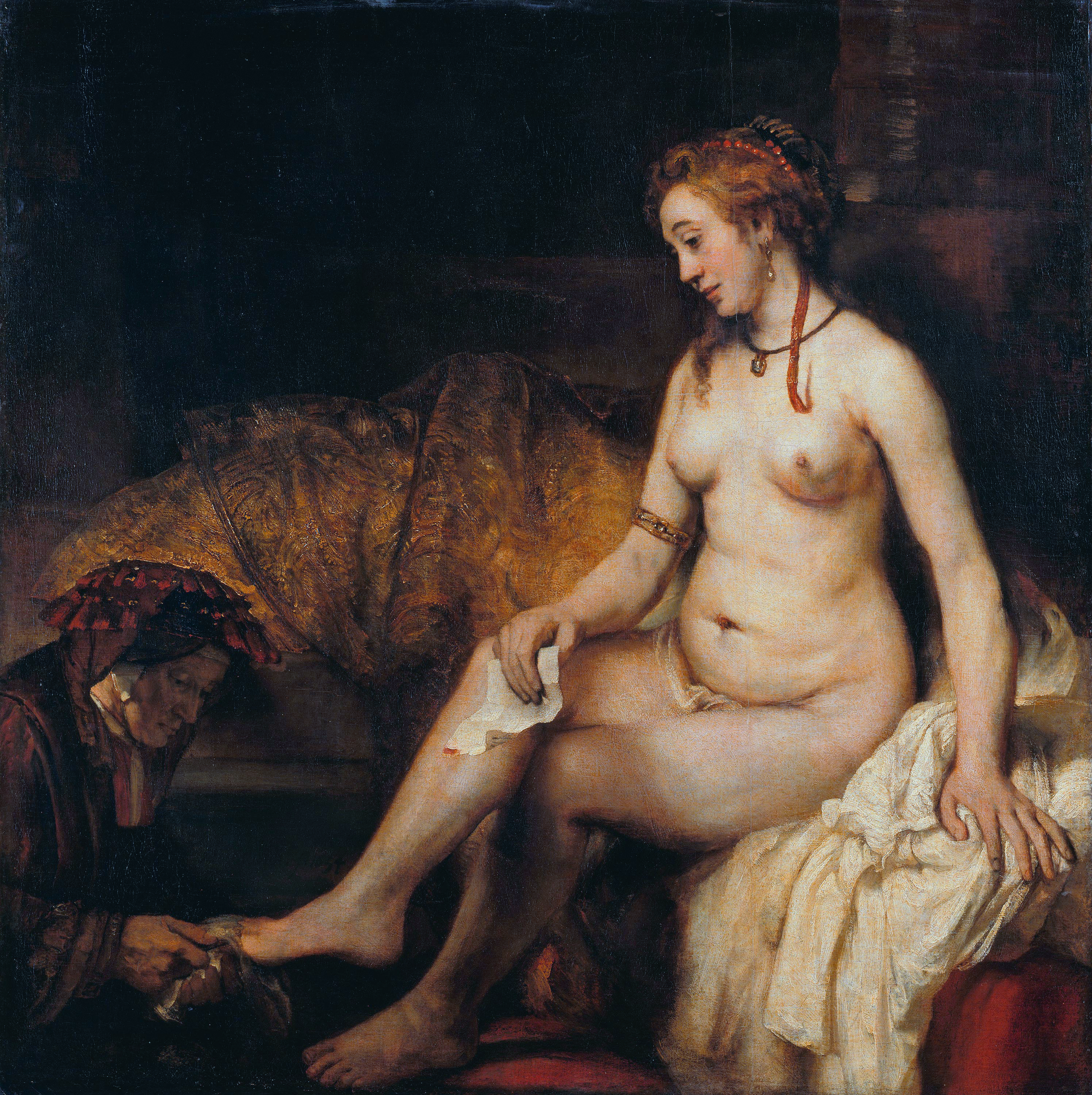
Batšeba v lázni, Rembrandt, 1654. Příběh krále Davida a Batšeby ilustruje žádostivost, která vedla k hříchům cizoložství a vraždy.

Ježíš zdůrazňoval potřebu čistých myšlenek i činů a prohlásil: „Každý, kdo se na ženu dívá žádostivě, už s ní zcizoložil ve svém srdci.“ (Mt 5,28) Katechismus uvádí, že s pomocí Boží milosti mají muži a ženy překonat žádostivost a tělesné touhy „po hříšném vztahu s cizí manželkou/manželem.“ V Teologii těla, sérii přednášek papeže Jana Pavla II. je Ježíšův výrok v Mt 5,28 vykládán tak, že člověk může v srdci cizoložit nejen s cizím, ale i s vlastním manželem/manželkou, pokud se na něj/ni chlípně dívá nebo s ním/ní zachází „jen jako s předmětem k uspokojení pudů“.
Čistota srdce je navrhována jako nezbytná vlastnost potřebná ke splnění tohoto úkolu; běžné katolické modlitby a chvalozpěvy obsahují prosbu o tuto ctnost. Církev identifikuje Boží dary, které pomáhají člověku udržet čistotu:
1. Cudnost, která lidem umožňuje milovat druhé upřímným a nerozděleným srdcem.
2. Čistota úmyslů, která se snaží ve všem plnit Boží vůli s vědomím, že jedině ta vede k pravému cíli člověka.
3. Čistota pohledu, „vnějšího i vnitřního“, která ukázňuje myšlenky a představivost, aby odmítaly ty, které jsou nečisté.
4. Modlitba, která uznává Boží moc udělit člověku schopnost překonat sexuální touhy.
5. Skromnost citů i těla, diskrétnost ve volbě slov a oděvu.[149][152]

Ježíš řekl: „Blahoslavení čistého srdce, neboť oni budou vidět Boha.“ Tato čistota srdce, kterou zavádí deváté přikázání, je „předpokladem vidění Boha“ a umožňuje člověku vidět situace a lidi tak, jak je vidí Bůh. Katechismus učí, že „existuje souvislost mezi čistotou srdce, těla a víry“.

## Desáté přikázání
Odpoutání se od bohatství je cílem desátého přikázání a prvního blahoslavenství („blahoslavení chudí duchem“), protože podle Katechismu je toto přikázání nezbytné pro vstup do nebeského království. Chamtivost je desátým přikázáním zakázána, protože je považována za první krok k páchání krádeží, loupeží a podvodů; ty vedou k násilí a nespravedlnosti. Církev definuje chamtivost jako „neuspořádanou touhu“, která může mít různé podoby:
1. Chamtivost je touha po příliš velkém množství toho, co člověk nepotřebuje.
2. Závist je touha po tom, co patří jinému.[160] Američtí biskupové ji definují jako „postoj, který nás naplňuje smutkem při pohledu na blahobyt druhého“.[162]

Při vysvětlování církevního učení o tomto přikázání Kreeft cituje svatého Tomáše Akvinského, který napsal: „Zlou touhu lze překonat pouze silnější dobrou touhou.“ Američtí biskupové naznačují, že toho lze dosáhnout pěstováním dobré vůle, pokory a vděčnosti za vlastní požehnání i požehnání druhých a zároveň důvěrou v Boží milost. Kreeft vysvětluje, že svatý Pavel Apoštol tento koncept ilustroval ve svém listu Filipanům, když vyjmenoval své světské zásluhy jako vážený Žid a uvedl: „Všechno považuji za ztrátu kvůli převyšující hodnotě poznání Krista Ježíše, mého Pána.“ Jak uvedl Ježíš: „Co prospěje člověku, kdyby získal celý svět, a ztratil svou duši?“ Církevní učení o desátém přikázání směřuje k témuž postoji vůči světským statkům, označovanému jako „chudoba ducha“.